# Equisetum laevigatum
Equisetum laevigatum är en fräkenväxtart som beskrevs av Addison Brown. Equisetum laevigatum ingår i släktet fräknar, och familjen fräkenväxter. Inga underarter finns listade i Catalogue of Life.

## Bildgalleri

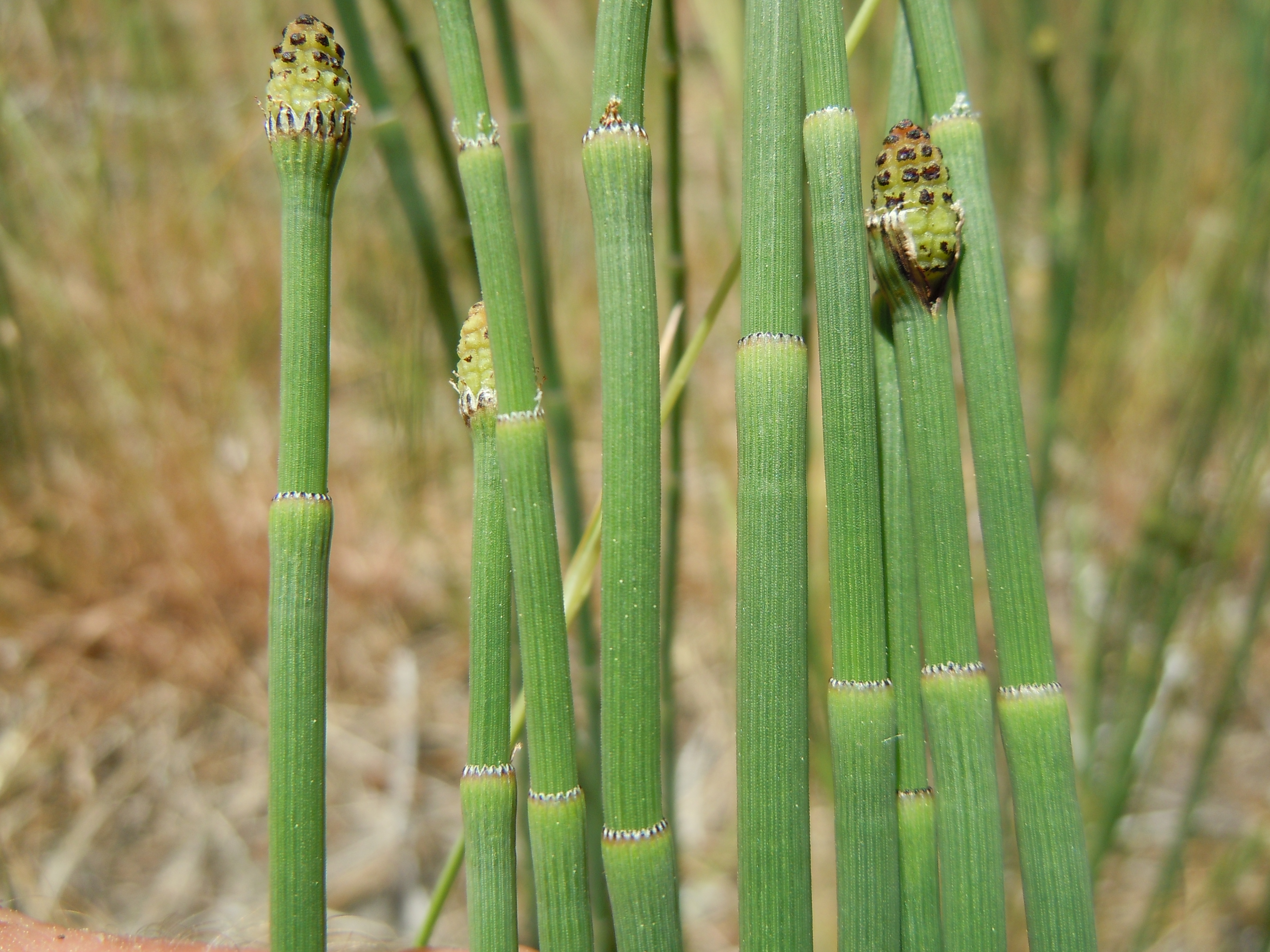
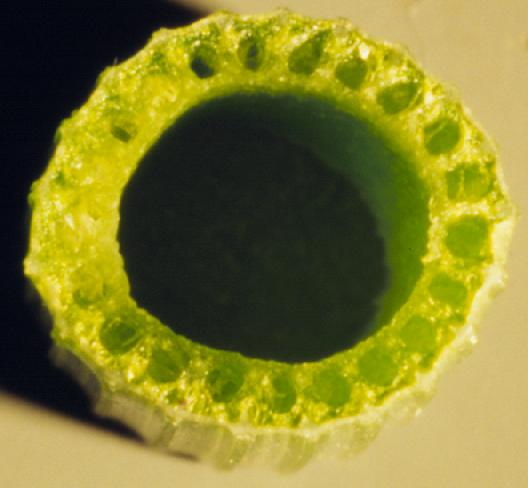
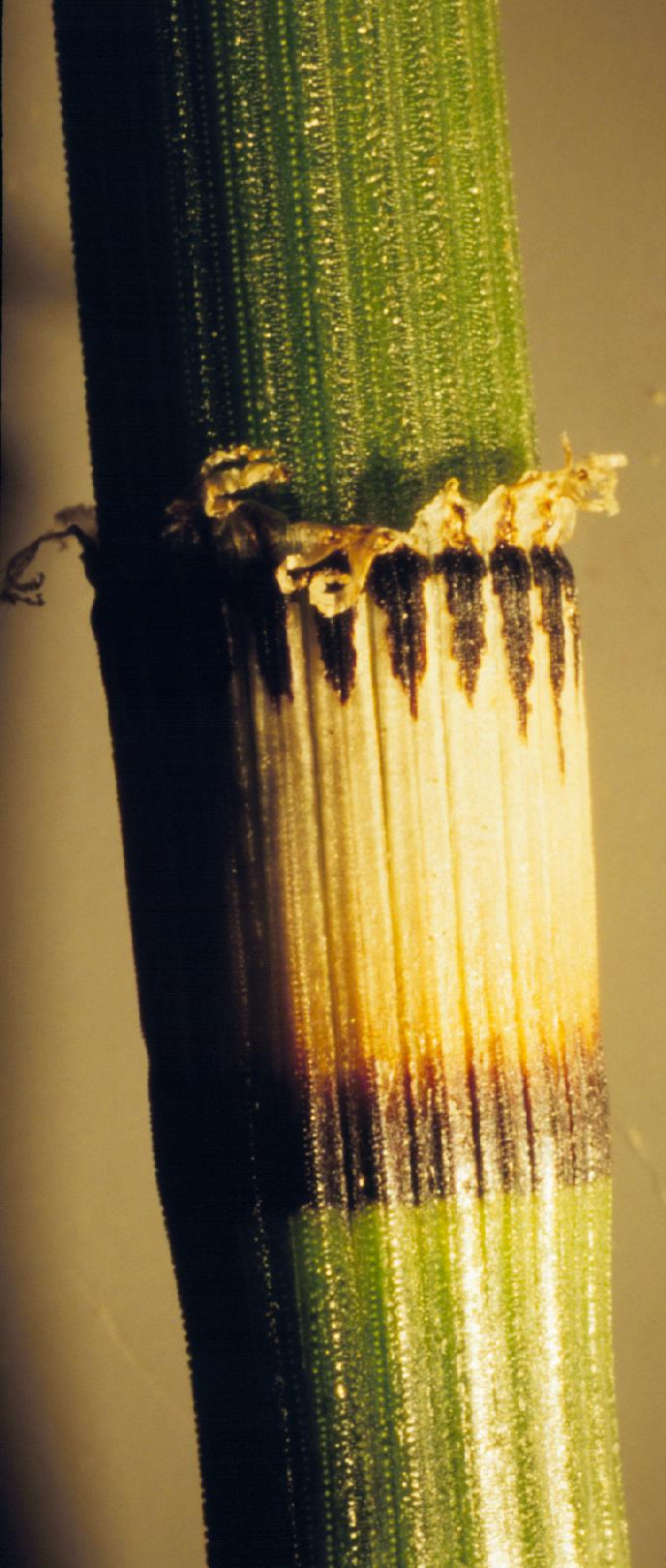
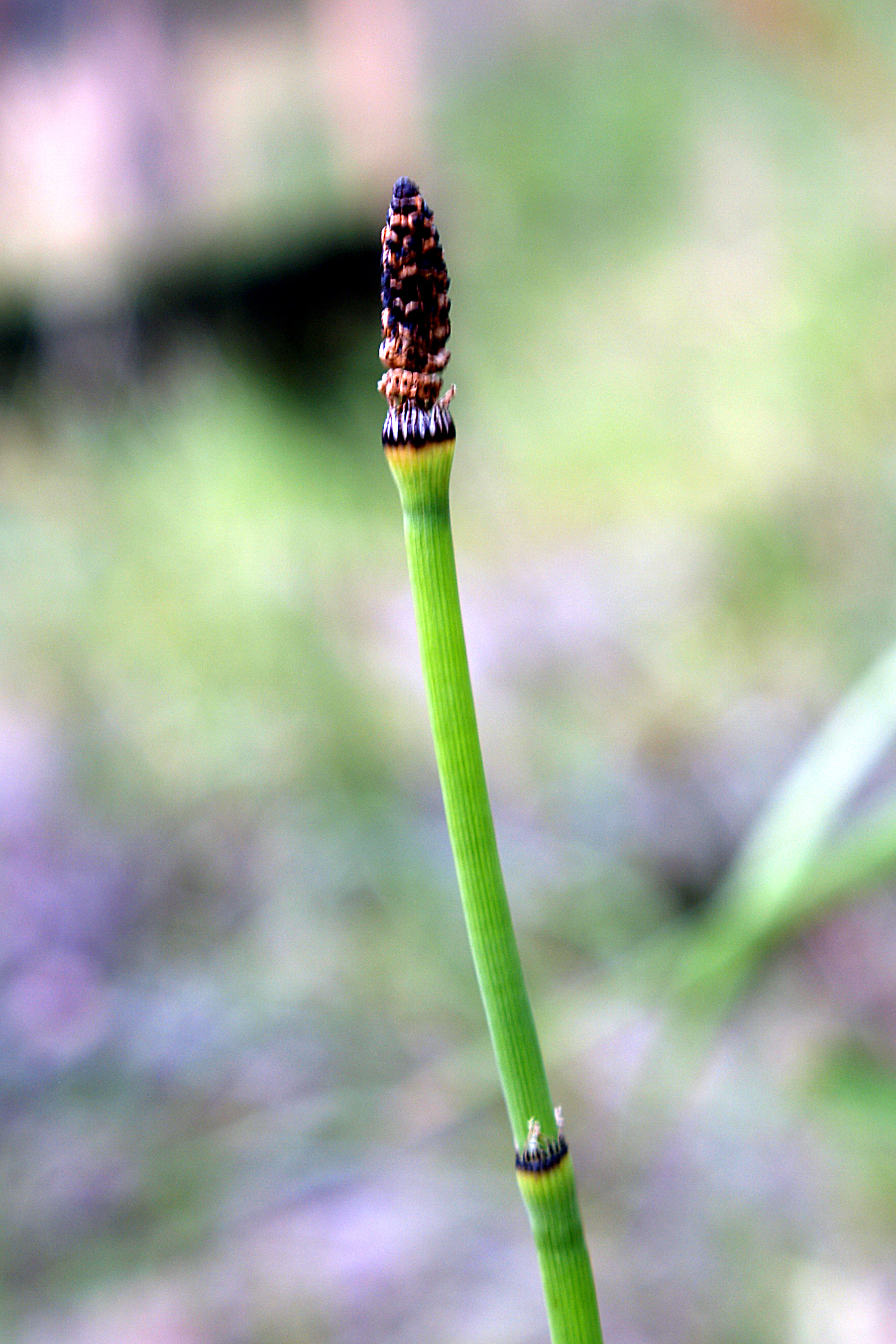
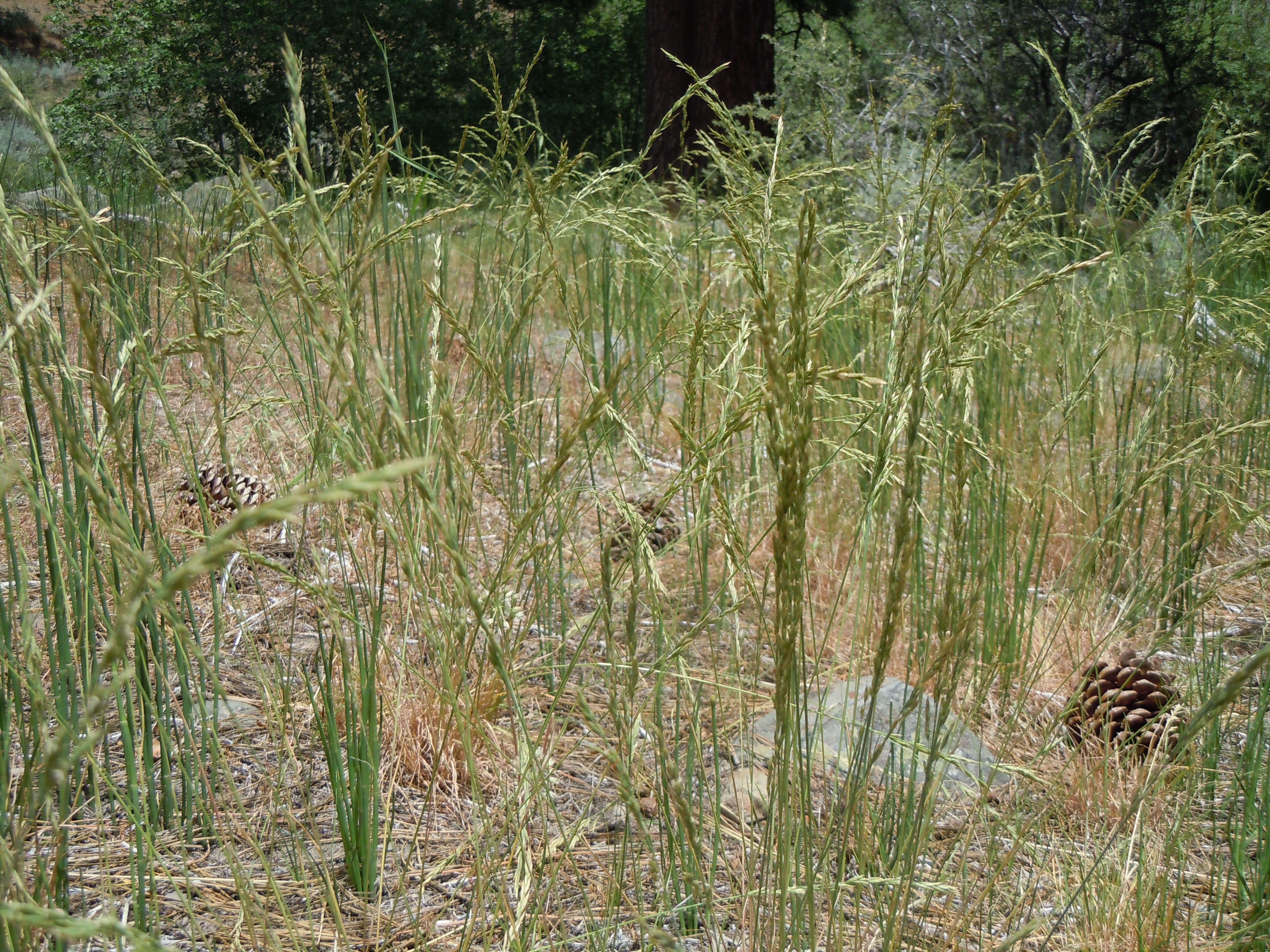
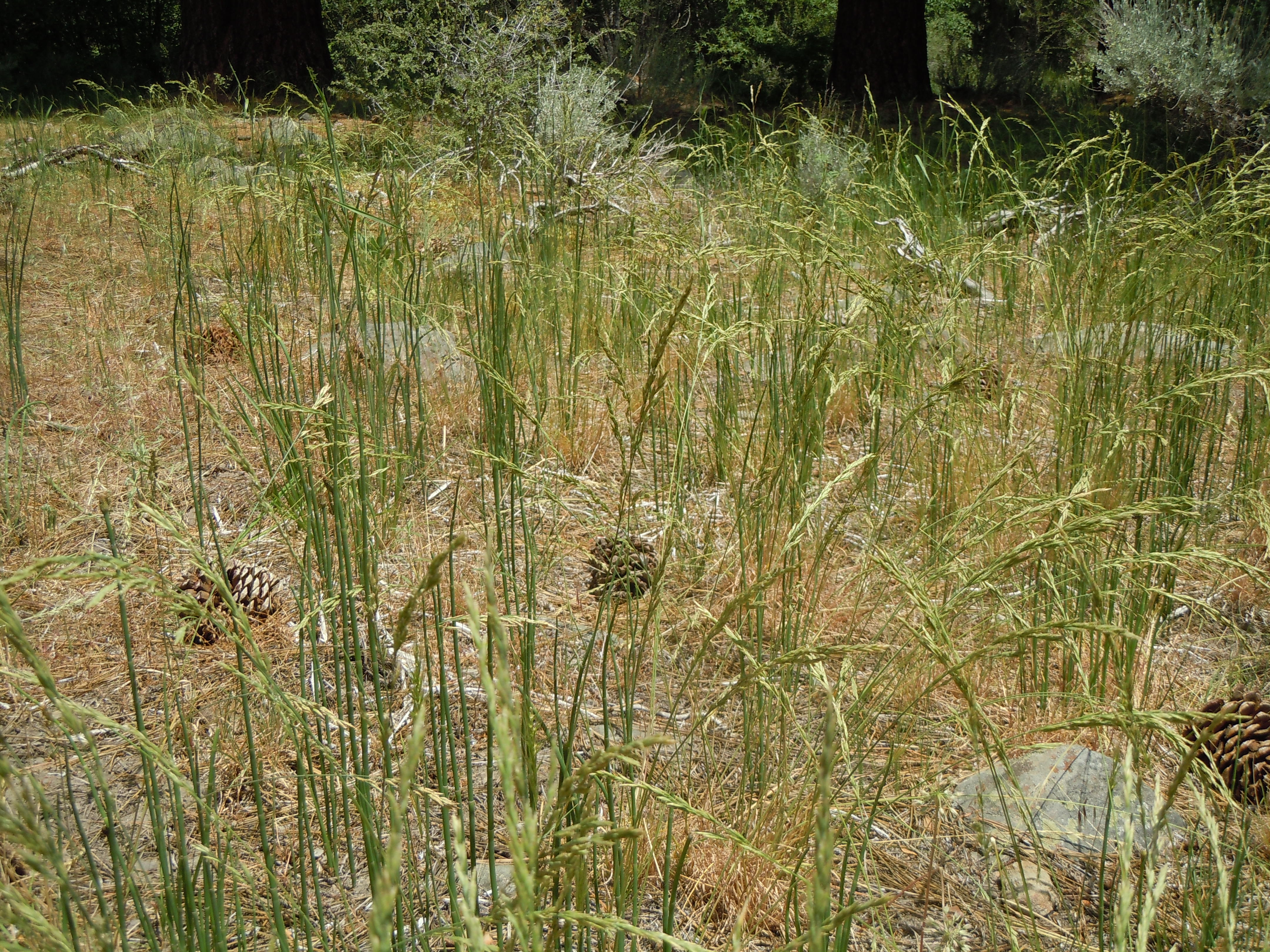